# Fudai daimyō
Fudai daimyō (譜代大名?) la classe dei daimyō giapponesi che erano già vassalli ereditari dei Tokugawa durante il Periodo Edo e prima che questi conquistassero lo shogunato. Erano tratti dalla classe dei Fudai la gran parte dei funzionari dell'amministrazione Tokugawa.

## Origini
Molte delle famiglie che formarono i ranghi dei fudai daimyo avevano servito il clan Tokugawa da molto tempo prima della sua ascesa alla preminenza nazionale, tra queste i clan Honda, Sakai, Sakakibara, Ii, Itakura, Abe e Mizuno.

## Periodo Edo
Con l'ascesa al potere di Tokugawa Ieyasu nel XVI secolo i suoi domini si estesero cosicché anche alcuni dei suoi vassalli poterono ascendere al rango di daimyō. Fu questa la nascita dei fudai come chiaramente distinta classe sociale.
Con il tempo ed occasionalmente altre famiglie di vassalli dei Tokugawa poterono ottenere lo status di fudai. Anche un hatamoto che avesse incrementato il suo livello di reddito oltre i 10.000 koku veniva riconosciuto come un fudai daimyō.

## Bakumatsu e Restaurazione Meiji
La maggior parte dei fudai accettarono pacificamente la Restaurazione Meiji e continuarono a governare i loro feudi fino alla loro dissoluzione nel 1871, dopodiché vennero assorbiti nel nuovo sistema della nobiltà giapponese denominato Kazoku.